# 夏敬渠
夏敬渠（1705年—1787年），字懋修，号二銘，自号浣玉生、浣玉主人，人稱旭台先生。江蘇江陰人。清代小说家。

## 生平
高祖夏維新是明崇祯癸酉科舉人。祖父夏敦仁。康熙四十四年（1705）出生，精通史、經，旁及諸子百家。崇奉儒学，极力反对三教同源说。但一生科場不順。曾游京師，與楊名時、孫嘉淦等有交誼。晚年著《野叟曝言》一書。乾隆五十二年（1787），卒。著作等身，除了《野叟曝言》之外，另有《經史餘論》、《學古篇》、《浣玉軒文集》、《全史約論》、《綱目舉正》、《醫學發蒙》、《浣玉軒詩集》、《唐詩臆解》等，多未刊。今僅存《野叟曝言》、《綱目舉正》殘編及《浣玉軒集》四卷。
夏敬渠四十六岁时入江南河道总督高斌幕府，讲论理学。乾隆六年（1741）高斌时任直隶总督时，亲书“金石同坚”匾额赠夏母。高斌卒后，夏敬渠曾亲谒其墓并作悼亡诗“中峪赐地谒高东轩相国墓”。之后，夏敬渠又入高斌之子高恆 (清朝)幕府（详见王瓊玲《清代四大才學小說》），多有赠诗与高氏父子。据《江阴夏氏宗谱》卷八《小传纪事》第十一“敬渠”篇，夏敬渠七十岁时，怡亲王弘晓曾赠其额曰：“天騭耆英”。

## 家庭
- 母汤氏。胞兄汤西崑。